# محمد بن صالح العثيمين

محمد بن صالح العثيمين في شبابه

محمد بن صالح العُثَيمين المعروف بابن عُثَيمِين (1347- 1421 هـ / 1929- 2001 م). علامة سعودي، فقيه وأصولي ومفسِّر، وداعية مربٍّ، وخطيب، وأستاذ جامعي، وعضو هيئة كبار العلماء السعودية، ومدرِّس للعلوم الشرعية، من أبرز علماء عصره.

## نسبه ونشأته
هو أبو عبد الله، محمد بن صالح بن محمد بن سليمان بن عبد الرحمن بن عثمان بن عبد الله بن عبد الرحمن بن أحمد بن مُقْبِل، العُثَيمين الوُهَيْبي(1) التميمي،(2) اشتَهَر بابن عثيمين.(3)
ولد في ليلة 27 رمضان عام 1347 هـ الموافق 9 مارس (آذار) 1929م، في محافظة عنيزة في منطقة القصيم. نشأ في أسرة متوسطة الحال، فقد كان والده يعمل في التجارة بين الرياض وعنيزة، ثم استقر في عنيزة وعمل قبل وفاته بدار الأيتام بعنيزة.
سُئلَ الشيخ: «هل اشتغلت بالتجارة إلى جانب طلبك للعلم؟» فقال: «لا؛ لأن الوالد كان في الرياض، وكان ميسور الحال». فلم تتيسَّر له سبل الرفاهية في الطلب، حيث يصف الشيخ المكان الذي يقرأ فيه بأنه غرفة من طين تطل على زريبة بقر.

## نشأته العلمية
تعلم القرآن الكريم عند جده لأمه «عبد الرحمن بن سليمان الدامغ» ثم تعلم الكتابة وشيئاً من الأدب والحساب والتحق بإحدى المدارس وحفظ القرآن الكريم عن ظهر قلب في سن مبكرة، وكذا مختصرات المتون في الحديث والفقه. وكان الشيخ عبد الرحمن بن ناصر السعدي قد رتّب من طلبته الكبار لتدريس المبتدئين من الطلبة وكان منهم محمد بن عبد العزيز المطوع، فانضم العثيمين إلى حلقته.
بعد دراسة التوحيد والفقه والنحو جلس في حلقة الشيخ عبد الرحمن بن ناصر السعدي فدرس عليه في التفسير والحديث والتوحيد والفقه وأصوله والفرائض والنحو.
ويعتبر عبد الرحمن السعدي مرجعه الأول الذي تأثر بمنهجه وتأصيله واتباعه للدليل وطريقة تدريسه.
وقرأ على الشيخ عبد الرحمن بن علي بن عودان في علم الفرائض حال ولايته القضاء في عنيزة وقرأ على الشيخ عبد الرزاق عفيفي في النحو والبلاغة أثناء وجوده في عنيزة ولما فتح المعهد العلمي بالرياض التحق به في 1372 هـ وانتظم في الدراسة سنتين انتفع فيهما بالعلماء الذين كانوا يدرسون في المعهد حينذاك ومنهم الشيخ محمد الأمين الشنقيطي والشيخ عبد العزيز بن ناصر بن رشيد والشيخ عبد الرحمن الإفريقي وغيرهم.
وتتلمذ على يد الشيخ عبد العزيز بن عبد الله بن باز فقرأ عليه في المسجد من صحيح البخاري ومن رسائل ابن تيمية وانتفع منه في علم الحديث والنظر في آراء فقهاء أهل السنة والجماعة والمقارنة بينها، ويعتبر عبد العزيز بن باز مرجعه الثاني في التحصيل والتأثر به. تخرج من المعهد العلمي ثم تابع دراسته الجامعية انتساباً حتى نال الشهادة الجامعية من جامعة الإمام محمد بن سعود الإسلامية في الرياض. كما أنه كان أحد المشاركين الرئيسيين في إذاعة القرآن الكريم السعودية وخصوصًا في برنامج نور على الدرب.

## شيوخه
- عبد الرحمن بن ناصر السعدي، وهو الشيخ الذي لازمه وتأثّر به تأثيراً جعلهُ يكون خلفه في الإمامة والخطابة والتدريس في الجامع الكبير في عنيزة.
- عبد العزيز بن عبد الله بن باز، وهو شيخه الثاني، قرأ عليه في المعهد العلمي وفي بعض الدروس الخاصة بمدينة الرياض.
- علي الحمد الصالحي، كان من أوائل من طلب العلم على يديه، وكان الشيخ علي من تلاميذ الشيخ عبد الرحمن السعدي، وكان يُدرس المبتدئين.
- محمد بن عبد العزيز المطوع، وهو من أوائل من طلب العلم على يديه، وكان الشيخ عبد الرحمن السعدي قد أوكل إليه تدريس الطلاب الصغار، فقرأ على الشيخين العقيدة والفقه ومنهج السالكين.
- عبد الرحمن بن علي بن عودان قاضي عنيزة، قرأ عليه الفرائض والفقه.
- محمد الأمين الشنقيطي صاحب أضواء البيان، درس عليه بالمعهد العلمي في الرياض.[8]

## تلاميذه
- عثمان الخميس.[9]
- محمد صالح المنجد.[10]
- خالد المصلح.
- خالد المشيقح.
- سامي الصقير.
- سعد الحميِّد.
- عمر بن عبد الله المقبل.
- عبد الرحمن الدهش.
- سالم بن سعد الطويل.
- سعيد الكملي.

## عقيدته
اعتقاد السلف الصالح، أهل السنة والجماعة، في أصول الدين جملةً وتفصيلاً. وقد بيِّنَ الشَّيخُ عقيدته السلفية في مؤلفاته وشروحه ودروسه ومحاضراته وخطبه وفتاواه. وقد عاش يدعو إلى هذه العقيدة حتى آخر أيام عمره، في دروسه التي كان يلقيها في المسجد الحرام من غرفته، وهو على سرير المرض.

## مسألة التكفير
بين الشيخ خطورة الكلام في هذه المسألة خاصة ممن لا علم عنده، أو ممن يجري وراء العواطف والحماس المتوقد، وحذَّر أشد التحذير من الولوج في هذه الباب بغير علم وبصيرة، فقال الشيخ العثيمين:
| محمد بن صالح العثيمين | وهذه المسألة أعني مسألة الحكم بغير ما أنزل الله من المسائل الكبرى التي ابتلي بها حكام هذا الزمان، فعلى المرء أن لا يتسرع في الحكم عليهم بما لا يستحقونه؛ حتى يتبين له الحق؛ لأن المسألة خطيرة، نسأل الله تعالى أَنْ يُصْلِحَ للمسلمين ولاة أمورهم وبطانتهم، كما أن على المرء الذي آتاه الله العلم أن يبينه لهؤلاء الحكام، لتقوم الحجة عليهم، وتبين المحجة، فيهلك من هلك عن بينة ويحيى من حي عن بينة، ولا يحقرن نفسه عن بيانه، ولا يهَابنّ أحداً فيه فإن العزة لله ولرسوله وللمؤمنين. والله ولي التوفيق ". | محمد بن صالح العثيمين |

## بيانه للأخطاء في كلام العوام
وله كتاب مخصص لهذا الموضوع.
ومن تلك الأخطاء:
عبارة «لا حول الله» الواجب أن تعدل، فيقال: لا حول ولا قوة إلا بالله،
«لا سمح الله» تكره؛ لأنها توهم أن أحداً يجبر الله على فعل الشيء.
«لا قَدّر الله» لا بأس بها إذا قصد بها الدعاء.
مجموع فتاوى ورسائل ابن عثيمين (3/139).
وعبارة: «شاءت قدرة الله» لا تصح. المصدر السابق (3/132).
«فلان كان المثل الأعلى» وأنها لا تجوز على سبيل الإطلاق، فإذا قيدت فلا بأس. المصدر السابق (3/132).
«فلان دفن في مثواه الأخير» وأنها حرام لا تجوز. المصدر السابق (3/133).

## كراهيته للمديح
وقد كان لا يحب الإطراء عليه، أو مدحه والثناء عليه عند الناس، ويمنع من ذلك، بل يُحرج من يفعل ذلك إذا استمرّ عليه، ويوقفه عن ذلك:
من ذلك ما اشتهر عنه أنّ أحد طلابه استأذن منه أن يتلو أمامه قصيدة، فأذن، فقال الطالب:
فاعترض الشيخ على الطالب، وقال: أنا لا أوافق على هذا البيت لأني لا أريد أن يربط الحق بالأشخاص، فإذا ربطنا الحقّ بالأشخاص معناه أن الإنسان إذا مات قد ييأس الناس.
ثم قال: إذا كان يمكنك أن تبدل البيت:
ما دام فينا كتاب الله وسنة رسوله هذا طيب.
فقال الطالب: ما دام فينا كتاب الله وسنة رسوله - ابن عثيمين – فاعترضه الشيخ قائلاً: لا، الله يهديك، لا، لا هذه لا تجيبها أبداً. وقّف وقّف.
ثم قال من حوله: «خلّه يواصل يا شيخ».
فاعترض قائلاً: لا، لا والله ما أرضى، لا، لا ما أرغب.
ثم علّق قائلاً:
| محمد بن صالح العثيمين | أنا أنصحكم من الآن وبعد الآن، أن لا تجعلوا الحق مربوطاً بالرجال، الرجال أولاً يضلّون، حتى ابن مسعودٍ يقول: من كان مستنّاً فليستَنّ بمن قد مات، فإن الحيّ لا تؤمن عليه الفتنة، الرّجال إذا جعلتم الحقّ مربوطاً بهم يمكن الإنسان يغترّ بنفسه – نعوذ بالله من ذلك – ويسلك طرقاً غير صحيحة. | محمد بن صالح العثيمين |

## أعماله ونشاطه العلمي
- بدأ التدريس منذ عام 1370 هـ في الجامع الكبير بعنيزة في عهد شيخه عبد الرحمن السعدي وبعد أن تخرج من المعهد العلمي في الرياض عين مدرساً في المعهد العلمي بعنيزة عام 1374هـ.
- في سنه 1376هـ توفي شيخه عبد الرحمن السعدي فتولى بعده إمامة المسجد بالجامع الكبير في عنيزة والخطابة فيه والتدريس بمكتبة عنيزة الوطنية التابعة للجامع والتي أسسها شيخه عام 1359هـ.
- لما كثر الطلبة وصارت المكتبة لا تكفيهم صار يدرس في المسجد الجامع نفسه واجتمع إليه طلاب كثيرون من داخل المملكة وخارجها حتى كانوا يبلغون المئات وهؤلاء يدرسون دراسة تحصيل لا لمجرد الاستماع، ولم يزل مدرساً في مسجده وإماماً وخطيباً حتى توفي.
- استمر مدرساً بالمعهد العلمي في عنيزة حتى عام 1398هـ وشارك في آخر هذه الفترة في عضوية لجنة الخطط ومناهج المعاهد العلمية في جامعة الإمام محمد بن سعود الإسلامية وألف بعض المناهج الدراسية.
- ثم لم يزل أستاذاً بفرع جامعة الإمام محمد بن سعود الإسلامية بالقصيم بكلية الشريعة وأصول الدين منذ العام الدراسي 1398-1399هـ حتى توفي.
- درّس في المسجد الحرام والمسجد النبوي في مواسم الحج وشهر رمضان والعطل الصيفية.
- شارك في عدة لجان علمية متخصصة عديدة داخل المملكة العربية السعودية.
- ألقى محاضرات علمية داخل المملكة وخارجها عن طريق الهاتف.
- تولى رئاسة جمعية تحفيظ القرآن الكريم الخيرية في عنيزة منذ تأسيسها عام 1405هـ حتى وفاته.
- كان عضواً في المجلس العلمي بجامعة الإمام محمد بن سعود الإسلامية للعامين الدراسيين 1398 - 1399 هـ و 1399 - 1400 هـ.
- كان عضواً في مجلس كلية الشريعة وأصول الدين بفرع الجامعة بالقصيم ورئيساً لقسم العقيدة فيها.
- كان عضواً في هيئة كبار العلماء بالمملكة العربية السعودية منذ عام 1407هـ حتى وفاته.
- كان يعقد اللقاءات المنتظمة الأسبوعية مع قضاة منطقة القصيم وأعضاء هيئة الأمر بالمعروف والنهي عن المنكر في عنيزة ومع خطباء مدينة عنيزة ومع كبار طلابه ومع الطلبة المقيمين في السكن ومع أعضاء مجلس إدارة جمعية تحفيظ القرآن الكريم ومع منسوبي قسم العقيدة بفرع جامعة الإمام محمد بن سعود بالقصيم.
- كان يعقد اللقاءات العامة كاللقاء الأسبوعي في منزله واللقاء الشهري في مسجده واللقاءات الموسمية السنوية التي كان يجدولها خارج مدينته.

## الشيخ والجائزة
أُعلن فوزه بجائزة الملك فيصل العالمية لخدمة الإسلام للعام الهجري 1414 هـ وذكرت لجنة الاختيار في حيثيات فوز الشيخ بالجائزة ما يلي:
- أولاً: تحليه بأخلاق العلماء الفاضلة التي من أبرزها الورع ورحابة الصدر وقول الحق والعمل لمصلحة المسلمين والنصح لخاصتهم وعامتهم.
- ثانياً: انتفاع الكثيرين بعلمه تدريساً وإفتاءً وتأليفاً.
- ثالثاً: إلقاؤه المحاضرات العامة النافعة في مختلف مناطق المملكة.
- رابعاً: مشاركته المفيدة في مؤتمرات إسلامية كبيرة.
- خامساً: اتباعه أسلوباً متميزاً في الدعوة إلى الله بالحكمة والموعظة الحسنة وتقديمه مثلاً حياً لمنهج السلف الصالح فكراً وسلوكاً.[12]

ملك قدرة على استحضار الآيات والأحاديث لتعزيز الدليل واستنباط الأحكام والفوائد. تركزت جهوده ومجالات نشاطه العلمي فيما يلي:
- مباشرة التعليم منذ عام 1370 هـ إلى آخر ليلة من شهر رمضان عام 1421 هـ (أكثر من نصف قرن). فقد كان يدرس في مسجده بعنيزة كل يوم.
- التدريس في المسجد الحرام والمسجد النبوي في مواسم الحج ورمضان والعطل الصيفية.
- التدريس في جامعة الإمام محمد بن سعود الإسلامية.
- التدريس باستخدام الهاتف داخل المملكة وخارجها عن طريق المراكز الإسلامية.
- إلقاء المحاضرات العامة المباشرة والدروس في مساجد المملكة كلما ذهب لزيارة المناطق.
- الاهتمام بالجانب الوعظي الذي خصه بنصيب وافر من دروسه للعناية به وكان دائماً يكرر على الأسماع الآية ﴿واعلموا أنكم ملاقوه﴾ ويقول: «والله لو كانت قلوبنا حية لكان لهذه الكلمة وقع في نفوسنا».
- إلقاء خطبه من مسجده في عنيزة، وقد تميزت خطبه بتوضيح أحكام العبادات والمعاملات ومناسباتها للأحداث والمواسم.
- عقد اللقاءات العلمية المنتظمة والمجدولة الأسبوعية منها والشهرية والسنوية.
- تحرير الفتاوى.
- نشر عبر وسائل الإعلام من إذاعة وصحافة ومن خلال الأشرطة دروسه ومحاضراته وبرامجه العلمية عبر البرنامج الإذاعي المشهور « نور على الدرب » وغيره من البرامج.
- تأليف العديدة من كتب ورسائل وشروح للمتون العلمية وقد بلغت أكثر من تسعين كتاباً ورسالة بخلاف أشرطة الدروس والمحاضرات التي تقدر بآلاف الساعات.

أخذت مؤسسة الشيخ محمد بن صالح العثيمين الخيرية التي أنشئت هذا العام 1422 هـ على عاتقها مسؤولية العناية والاهتمام بهذا التراث الذي خلفه العثيمين لجعل إنتاجه متاحاً للجميع في مختلف الوسائل الممكنة.
استلم الجائزة نيابة عنه وتشرف بإلقاء كلمته القاضي الشيخ فهد بن ناصر السليمان

## منهجه العلمي
أوضح العثيمين منهجه، وصرّح به مرات عديدة أنه يسير على الطريقة التي انتهجها شيخه عبد الرحمن بن ناصر السعدي، وهو منهج خرج به عن المنهج الذي يسير عليه علماء الجزيرة عامتهم أو غالبيتهم، حيث اعتماد المذهب الحنبلي في الفروع من مسائل الأحكام الفقهية والاعتماد على كتاب «زاد المستقنع» في فقه الإمام أحمد بن حنبل، فكان الشيخ عبد الرحمن السعدي معروفًا بخروجه عن المذهب الحنبلي وعدم التقيد به في مسائل كثيرة.
ومنهج الشيخ السعدي هو كثيرًا ما يتبنى آراء ابن تيمية وتلميذه ابن القيم ويرجحهما على المذهب الحنبلي، فلم يكن عنده جمود تجاه مذهب معين.

## مؤلفاته
له مؤلفات كثيرة منها:
- من أحكام الصلاة.
- شرح ثلاثة الأصول.[14]

كتاب من أحكام الصلاة، لابن العثيمين سنة 1417هـ (1997-1998)

- الشرح الممتع على زاد المستقنع (وهو واحد من أشهر كتبه).[14]
- شرح مقدمة التفسير.[14]
- أسماء الله وصفاته وموقف أهل السنة منها.
- شرح العقيدة الواسطية.
- القواعد المثلى في صفات الله تعالى وأسمائه الحسنى.
- مختصر لمعة الاعتقاد الهادي إلى سبيل الرشاد.
- فتح رب البرية بتلخيص الحموية.[14]
- مجموعة أسئلة في بيع وشراء الذهب.[14]
- شرح الأربعين النووية.
- شرح رياض الصالحين من كلام سيد المرسلين.
- فتح ذي الجلال والإكرام بشرح بلوغ المرام.
- إزالة الستار عن الجواب المختار لهداية المحتار.
- الإبداع في بيان كمال الشرع وخطر الابتداع.
- القول المفيد على كتاب التوحيد.
- شرح العقيدة السفارينية.
- شرح كتاب السياسة الشرعية لشيخ الإسلام ابن تيمية.
- فتاوى أركان الإسلام.
- الرسائل والمتون العلمية.
- صفة الحج والعمرة.
- أصول في التفسير.
- شرح البيقونية.
- شرح الآجرومية.
- شرح الدرة اليتيمة في النحو.
- شرح ألفية ابن مالك.[15]

## أسرته
متزوج من زوجة واحدة، وهي كريمة محمد إبراهيم منصور التركي[بحاجة لمصدر]، وله منها ثمانية أولاد، خمسة من الذكور، وهم:
عبد الله، وعبد الرحمن، وإبراهيم، وعبد العزيز، وعبد الرحيم، وثلاث من الإناث.
وذكر شيخنا عبد المحسن العباد أنه سمع الشيخ يقول: «إنه سمّى أبناءه بعبد الله وعبد الرحمن وعبد الرحيم، حسب الترتيب المذكور في البسملة».
أخوانه
- الدكتور عبد الله: رئيس قسم التاريخ في جامعة الملك سعود بالرياض، والأمين العام لجائزة الملك فيصل، وعضو مجلس الشورى.
- الأستاذ عبد الرحمن: مدير عام الإدارة المالية والإدارية بمدينة الملك عبد العزيز للعلوم والتقنية. (2)
ولـه شقيقـة واحدة، وهي زوجـة ابن عـمّ الشيخ محمد السليمان العثيمين.
أحفاده
للشيخ ستٌ وأربعون حفيداً من أبنائه وبناته.

## وفاته
كان الشيخ محمد العثيمين يعاني الالتهاب الرئوي، ونُقل من الحرم بعدما انتهى الدرس لشدَّة التعب إلى جُدَّة في العيد، وفي صباح يوم الأربعاء يوم وفاته بتاريخ 15 شوال 1421هـ الموافق 10 يناير [كانون الثاني] 2001م في الساعة الواحدة ظهرًا، وكان القلب وجميع أجهزة الجسم والتنفس طبيعية، إلى أن هبط الأكسجين، وحضر الأطبَّاء وتأكَّد لهم أن ذلك بداية خروج الروح، وحوله أخوه عبد الرحمن وابنه عبد الرحمن يذكرون الله ويقرؤون عليه سورة يس، ثم تلتها رِعشةٌ خفيفة إيذانًا بوفاته. وقد توفي في تمام الساعة الخامسة وخمس وخمسين دقيقة قبل غروب شمس يوم الأربعاء، عن عمر واحد وسبعين عامًا، وصُلِّي عليه في المسجد الحرام في مكة المكرمة، ودُفن في مقبرة العدل.

## الهوامش
1: نسبةً لبطن الوُهَبَة من بني تميم.
2: نسبةً لقبيلة بني تَمِيم.
3: نسبةً للجد الرَّابع (عثمان).

## وصلات خارجية
- الموقع الرسمي للشيخ محمد بن صالح العثيمين
- صفحة ابن عثيمين على موقع طريق الإسلام
- جنازة ابن عثيمين (فيديو) على يوتيوب
- فيلم فيديو: سيرة العلامة محمد بن صالح العثيمين.. مواقف وعبر.. يرويهاعنه أبناؤه والمقربين له من المشايخ
- سير بعض الدعاة والعلماء -موقع طريق الإسلام-
- إسلام أون لاين
- موقع صيد الفوائد
- تحميل كتب الشيخ ابن العثيمين
- قووة.نت - ابن عثيمين